# 3 000 mètres steeple masculin aux Jeux olympiques d'été de 1936
Pour un article plus général, voir Athlétisme aux Jeux olympiques d'été de 1936.
Navigation
Los Angeles 1932 Londres 1948
L'épreuve du 3 000 mètres steeple masculin aux Jeux olympiques de 1936 s'est déroulée les 3 et 8 août 1936 au Stade olympique de Berlin, en Allemagne.  Elle est remportée par le Finlandais Volmari Iso-Hollo.

## Résultats

### Finale
| Rang               | Athlète           | Pays       | Temps  | Notes |
| ------------------ | ----------------- | ---------- | ------ | ----- |
| Médaille d'or      | Volmari Iso-Hollo | Finlande   | 9:03.8 |       |
| Médaille d'argent  | Kaarlo Tuominen   | Finlande   | 9:06.8 |       |
| Médaille de bronze | Alfred Dompert    | Allemagne  | 9:07.2 |       |
| 4                  | Martti Matilainen | Finlande   | 9:09.0 |       |
| 5                  | Harold Manning    | États-Unis | 9:11.2 |       |
| 6                  | Lars Larsson      | Suède      | 9:16.6 |       |
| 7                  | Voldemārs Vītols  | Lettonie   | 9:18.8 |       |
| 8                  | Glen Dawson       | États-Unis | 9:21.1 |       |
| 9                  | Willi Heyn        | Allemagne  | 9:26.4 |       |
| 10                 | Joe McCluskey     | États-Unis | 9:29.4 |       |
| 11                 | Roger Rérolle     | France     | 9:40.8 |       |
|                    | Harry Holmqvist   | Suède      |        | DNF   |

## Légende
Records et Performances
- AR : Record continental (area record)
- CR : Record des championnats (championship record)
- MR : Record du meeting (meet record)
- NR : Record national (national record)
- OR : Record olympique (olympic record)
- PR : Record paralympique (paralympic record)
- PB : Record personnel (personal best)
- SB : Meilleure performance personnelle de la saison (season's best)
- WL : Meilleure performance mondiale de l'année (world leader)
- WJR : Record du monde junior (world junior record)
- WR : Record du monde (world record)

Circonstances et Conditions
- DNF : N'a pas terminé (did not finish)
- DNS : N'a pas pris le départ (did not start)
- DQ : Disqualification (disqualification)
- NM : Aucun essai valable enregistré (No Mark)
- Q : Qualifié « directement » au prochain tour (ou à la prochaine compétition), lors d'une compétition majeure, grâce au classement ou à la réalisation des minima (automatic qualifier)
- q : Qualifié au prochain tour (ou à la prochaine compétition), lors d'une compétition majeure, grâce au repêchage ou à la réalisation de l'une des meilleures performances parmi celles des « non qualifiés directement » (grâce au meilleur temps ou à la meilleure distance par exemple) (secondary qualifier)